# Peter Mosely
Peter Mosely (6 giugno 1980) è un bassista e tastierista statunitense, è stato il bassista del gruppo musicale punk rock statunitense Yellowcard.
È entrato negli Yellowcard nel 2002, ma ne è uscito subito per problemi personali. È riuscito però a registrare Ocean Avenue (ad eccezione di Only One registrata al suo posto da Ryan Key), Lights and Sound e Paper Walls. Subito dopo aver inciso quest'ultimo album ha lasciato il gruppo per inseguire altri obiettivi. È tornato insieme alla band dal 2004 al 2007.

## Discografia

### Album in studio
- 2003 – Ocean Avenue
- 2006 – Lights and Sounds
- 2007 – Paper Walls

### Album dal vivo
- 2004 – Sessions@AOL